# Gare des Oglats
La gare des Oglats, est une ancienne halte ferroviaire algérienne située dans la commune de Moghrar, dans la wilaya de Naâma.

## Situation ferroviaire
Établie à une altitude de 1 004,190 m, la gare est située au point kilométrique (PK) 458,123 de la ligne de Oued Tlelat à Béchar, où elle est précédée de la gare de Moghrar et suivie de l'ancienne gare de Dayet El Kerch.

## Histoire
La gare est mise en service en 1901 lors de l'ouverture de la section de Aïn Sefra à Duveyrier de l'ancienne ligne à voie étroite d'Oran à Kenadsa via Saïda. Précédée de la gare de Moghrar et suivie de l'ancienne gare de Dayet El Kerch, elle était située au PK 556,200 de cette ligne,,.
Cette gare fait partie des gares fortifiées en Algérie construites par l'armée française entre 1881 et 1906 le long de la ligne entre Saïda et Béchar.

## Service des voyageurs

### Dessertes
En 2023, cette halte n'est pas desservie par les trains de la Société nationale des transports ferroviaires.